# Kamienica Straszewska w Krakowie
Kamienica Straszewska (Tuczowska) − zabytkowa kamienica znajdująca się w Krakowie, w dzielnicy I przy Rynku Głównym 22, na Starym Mieście.
24 listopada 1965 kamienica została wpisana do rejestru zabytków. Znajduje się także w gminnej ewidencji zabytków.